# Adrian Mărkuș
Adrian Mărkuș (n. 10 aprilie 1992, Oțelu Roșu) este un fotbalist român care se află sub contract cu clubul Bihor Oradea. Acesta evoluează pe postul de atacant.